# Partido da Liberdade da Áustria
O Partido da Liberdade da Áustria (em alemão: Freiheitliche Partei Österreichs, FPÖ) é um partido político extrema-direita e nacionalista da Áustria. O partido foi fundado em 1956. 
O líder do partido é Herbert Kickl.
A organização juvenil do partido é Ring Freiheitlicher Jugend Österreich.
Nas Eleições legislativas austríacas de 2006 o partido recebeu 519.598 votos (11.03%, 21 assentos).
O partido tem 2 assentos no Parlamento Europeu.
As origens do Partido da Liberdade da Áustria estão no liberalismo e no nacionalismo. O liberalismo nacional era uma das três ideologias políticas austríacas (o conservadorismo, o socialismo e o nacionalismo/liberalismo). 

## História

### Início
O partido foi fundado em 1956, sendo herdeiro do VDU, um partido criado após a Segunda Guerra,que apesar de um relativo sucesso no início, não conseguiu se firmar e acabou devido a disputas internas.
Peter Friedrich liderou o FPÖ até 1980, e neste período, o partido não teve muita importância na política austríaca, ficando sempre com cerca de 8% do eleitorado.

### Período Steger
A partir de 1980, Norbert Steger comandou o partido. Neste período, era considerado um partido centrista, e em 1983, participou do governo liderado pelo SPO, paradoxalmente, quando o FPÖ teve a pior votação da sua história, cerca de 3%.
A partir de 1983, começou uma disputa interna pelo comando do partido, entre Steger e Jörg Haider.
Haider era considerado de extrema-direita por Franz Vranitzky, então chanceler, que dissolveu a aliança e formou um novo governo junto ao ÖVP.

### Período Haider
Em 1989 a eleição provincial Caríntia, terra natal de Haider, causou uma onda de choque, o SPÖ perdeu sua maioria, o ÖVP foi relegado ao status de terceiros, e o FPÖ chegou em segundo lugar com 29% dos votos. O FPÖ posteriormente formou uma coalizão com o ÖVP, com Haider como governador da Caríntia, neste momento a maior conquista do FPO. A partir de 1990, o partido se voltou a questão da imigração, combinada com críticas mais ferozes contra o establishment político e a União Europeia . Devido a elogios a política trabalhista da Alemanha nazista, levou o rompimento da ÖVP com Haider no governo da Caríntia, e a formação de uma aliança SPO-ÖVP no governo desta província. Entretanto, no mesmo ano, o FPÖ obteve ganhos eleitorais em três eleições provinciais, mais notavelmente em Viena . 
Em 1993, decidiu lançar a "Áustria Primeira!" iniciativa, que pediu um referendo sobre questões de imigração. A iniciativa foi considerada muito controversa, e cinco deputados do FPÖ, incluindo Heide Schmidt, deixaram o partido e fundaram o Fórum Liberal (LIF). 

Em 1999, Haider foi novamente eleito governador da Caríntia. 

### Governo de Coalizão
Nas eleições gerais de 1999, o FPÖ obteve 27% dos votos, ficando na frente do ÖVP. Em fevereiro de 2002, os dois partidos formaram uma coligação governamental, sob o comando de Wolfgang Schussel, com Haider abrindo mão de qualquer cargo. A coligação sofreu duras críticas dentro e fora da Áustria, já que Haider era considerado como um radical e simpatizante do nazismo. A União Européia lançou sanções diplomáticas contra a Áustria, congelando os contatos diplomáticos com Viena. As medidas foram justificadas pela UE como "a admissão do FPÖ num governo de coligação legitima a extrema direita na Europa." Embora o FPÖ tenha mudado o perfil ao longo do tempo, continuava a ser considerado como um pária, devido as questões polêmicas de Haider sobre o Nazismo e a imigração. O partido, foi então, submetido a uma estratégia de "cordão sanitário" pelo SPÖ e o ÖVP. As sanções da UE foram, contudo, levantadas já em setembro, depois que um relatório constatou que a medida fora eficaz apenas a curto prazo e no longo prazo, poderia despertar reações contrárias à UE.
Entretanto, a partir daí, o partido mergulhou em novas disputas internas, motivadas pelo descontentamento de membros e eleitores sobre às decisões adotadas por Haider em temas polêmicos lançados pelo governo austríaco, como reformas econômicas e fiscais, o que levou a convocação de eleições antecipadas.
Na campanha eleitoral seguinte, o partido estava profundamente dividido e incapaz de organizar uma estratégia política eficaz. O partido mudou de liderança cinco vezes em menos de dois meses e, na eleição de 2002, diminuiu a sua percentagem de votos para 10,2%, quase dois terços menos do que na eleição anterior. A maioria de seus eleitores passou para o ÖVP, que se tornou o maior partido na Áustria com 43% dos votos. No entanto, o governo de coalizão entre o ÖVP eo FPÖ foi renovado após a eleição, embora tenha havido crescentes críticas internas no FPÖ.

### Divisão
As duras lutas internas levaram à divisão do partido, quando o ex-líder Jörg Haider deixou o partido e em 4 de abril de 2005 fundou um novo partido político, chamado Aliança para o Futuro da Áustria (BZÖ). O Chanceler austríaco Wolfgang Schüssel, em seguida, mudou a sua coligação, retirando o FPÖ e incluindo o BZÖ. Na província da Carintia,o diretório local do FPÖ foi simplesmente transformado no novo diretório local do BZÖ.

## Resultados eleitorais

### Eleições legislativas
| Data | CI. | Votos     | %            | +/-     | Deputados | +/-     | Status            | Notas    |
| ---- | --- | --------- | ------------ | ------- | --------- | ------- | ----------------- | -------- |
| 1949 | 3.º | 489 273   | 11,7 / 100,0 |         | 16 / 165  |         | Oposição          | como VdU |
| 1953 | 3.º | 472 866   | 11,0 / 100,0 | 0,7     | 14 / 165  | 2       | Oposição          | como VdU |
| 1956 | 3.º | 283 749   | 6,5 / 100,0  | 4,5     | 6 / 165   | 8       | Oposição          |          |
| 1959 | 3.º | 336 110   | 7,7 / 100,0  | 1,2     | 8 / 165   | 2       | Oposição          |          |
| 1962 | 3.º | 313 895   | 7,0 / 100,0  | 0,7     | 8 / 165   | Estável | Oposição          |          |
| 1966 | 3.º | 242 570   | 5,4 / 100,0  | 1,6     | 6 / 165   | 2       | Oposição          |          |
| 1970 | 3.º | 253 425   | 5,5 / 100,0  | 0,1     | 6 / 165   | Estável | Apoio parlamentar |          |
| 1971 | 3.º | 286 473   | 5,5 / 100,0  | Estável | 10 / 183  | 4       | Oposição          |          |
| 1975 | 3.º | 249 444   | 5,4 / 100,0  | 0,1     | 10 / 183  | Estável | Oposição          |          |
| 1979 | 3.º | 286 743   | 6,1 / 100,0  | 0,7     | 11 / 183  | 1       | Oposição          |          |
| 1983 | 3.º | 241 789   | 5,0 / 100,0  | 1,1     | 12 / 183  | 1       | Governo           |          |
| 1986 | 3.º | 472 205   | 9,7 / 100,0  | 4,7     | 18 / 183  | 6       | Oposição          |          |
| 1990 | 3.º | 782 648   | 16,6 / 100,0 | 6,9     | 33 / 183  | 15      | Oposição          |          |
| 1994 | 3.º | 1 042 332 | 22,5 / 100,0 | 5,9     | 42 / 183  | 9       | Oposição          |          |
| 1995 | 3.º | 1 060 377 | 21,9 / 100,0 | 0,6     | 41 / 183  | 1       | Oposição          |          |
| 1999 | 2.º | 1 244 087 | 26,9 / 100,0 | 5,0     | 52 / 183  | 11      | Governo           |          |
| 2002 | 3.º | 491 328   | 10,0 / 100,0 | 16,9    | 18 / 183  | 34      | Governo           |          |
| 2006 | 4.º | 519 598   | 11,0 / 100,0 | 1,0     | 21 / 183  | 3       | Oposição          |          |
| 2008 | 3.º | 857 029   | 17,5 / 100,0 | 6,5     | 34 / 183  | 13      | Oposição          |          |
| 2013 | 3.º | 962 313   | 20,5 / 100,0 | 3,0     | 40 / 183  | 6       | Oposição          |          |
| 2017 | 3.º | 1 316 442 | 26,0 / 100,0 | 5,5     | 51 / 183  | 11      | Governo           |          |
| 2019 | 3.º | 769 187   | 16,2 / 100,0 | 9,8     | 31 / 183  | 20      | Oposição          |          |
| 2024 | 1.º | 1 408 514 | 28,8 / 100,0 | 12,6    | 57 / 183  | 26      |                   |          |

### Eleições presidenciais
| Data | Candidato Apoiado        | 1ª Volta                 | 1ª Volta                 | 1ª Volta                 | 2ª Volta                 | 2ª Volta                 | 2ª Volta                 |
| Data | Candidato Apoiado        | CI.                      | Votos                    | %                        | CI.                      | Votos                    | %                        |
| ---- | ------------------------ | ------------------------ | ------------------------ | ------------------------ | ------------------------ | ------------------------ | ------------------------ |
| 1951 | Burghard Breitner        | 3.º                      | 662 501                  | 15,4 / 100,0             |                          |                          |                          |
| 1957 | Wolfgang Denk            | 2.º                      | 2 159 604                | 48,9 / 100,0             |                          |                          |                          |
| 1963 | Nenhum candidato apoiado | Nenhum candidato apoiado | Nenhum candidato apoiado | Nenhum candidato apoiado | Nenhum candidato apoiado | Nenhum candidato apoiado | Nenhum candidato apoiado |
| 1965 | Nenhum candidato apoiado | Nenhum candidato apoiado | Nenhum candidato apoiado | Nenhum candidato apoiado | Nenhum candidato apoiado | Nenhum candidato apoiado | Nenhum candidato apoiado |
| 1971 | Nenhum candidato apoiado | Nenhum candidato apoiado | Nenhum candidato apoiado | Nenhum candidato apoiado | Nenhum candidato apoiado | Nenhum candidato apoiado | Nenhum candidato apoiado |
| 1974 | Nenhum candidato apoiado | Nenhum candidato apoiado | Nenhum candidato apoiado | Nenhum candidato apoiado | Nenhum candidato apoiado | Nenhum candidato apoiado | Nenhum candidato apoiado |
| 1980 | Wilfried Gredler         | 2.º                      | 751 400                  | 16,9 / 100,0             |                          |                          |                          |
| 1986 | Otto Scrinzi             | 4.º                      | 55 724                   | 1,2 / 100,0              |                          |                          |                          |
| 1992 | Heide Schmidt            | 3.º                      | 761 390                  | 16,4 / 100,0             |                          |                          |                          |
| 1998 | Nenhum candidato apoiado | Nenhum candidato apoiado | Nenhum candidato apoiado | Nenhum candidato apoiado | Nenhum candidato apoiado | Nenhum candidato apoiado | Nenhum candidato apoiado |
| 2004 | Nenhum candidato apoiado | Nenhum candidato apoiado | Nenhum candidato apoiado | Nenhum candidato apoiado | Nenhum candidato apoiado | Nenhum candidato apoiado | Nenhum candidato apoiado |
| 2010 | Barbara Rosenkranz       | 2.º                      | 481 923                  | 15,2 / 100,0             |                          |                          |                          |
| 2016 | Norbert Hofer            | 1.º                      | 1 499 971                | 35,1 / 100,0             | 2.º                      | 2 124 661                | 46,2 / 100,0             |

### Eleições europeias
| Data | CI. | Votos     | %            | +/-  | Deputados    | +/- |
| ---- | --- | --------- | ------------ | ---- | ------------ | --- |
| 1996 | 3.º | 1 044 604 | 27,5 / 100,0 |      | 6 / 21       |     |
| 1999 | 3.º | 655 519   | 23,4 / 100,0 | 4,1  | 5 / 21       | 1   |
| 2004 | 5.º | 157 722   | 6,3 / 100,0  | 17,1 | 1 / 18       | 4   |
| 2009 | 4.º | 364 207   | 12,7 / 100,0 | 6,4  | 2 / 172 / 19 | 1   |
| 2014 | 3.º | 556 835   | 19,7 / 100,0 | 7,0  | 4 / 18       | 2   |
| 2019 | 3.º | 650 114   | 17,2 / 100,0 | 2,5  | 3 / 18       | 1   |
| 2024 | 1.º | 893 754   | 25,4 / 100,0 | 8,2  | 6 / 20       | 3   |